# Aéroport international James Armstrong Richardson de Winnipeg
L'aéroport international James Armstrong Richardson de Winnipeg est un aéroport canadien.
L'aéroport est une plaque tournante pour Westjet
La reine Élisabeth II a inauguré le nouveau terminal en juillet 2010, et y a déposé un texte dans une capsule, que les enfants ouvriront en 2060.

## Situation

### Carte des aéroports du Réseau National du Canada
| \| 300 km1:20 691 000 \| Calgary Charlottetown Edmonton Fredericton Gander Moncton Halifax Iqaluit Kelowna London Montréal–Mirabel Montréal–Trudeau Ottawa Prince George Québec Regina Saint-Jean Saskatoon Saint-Jean de T.-N. Thunder Bay Toronto Pearson Vancouver Victoria Whitehorse Winnipeg Yellowknife |
| 300 km1:20 691 000 |

## Statistiques
Le graphique qui aurait dû être présenté ici ne peut pas être affiché car il utilise l'ancienne extension Graph, désactivée pour des questions de sécurité. Des indications pour créer un nouveau graphique avec la nouvelle extension Chart sont disponibles ici.

Voir la requête brute et les sources sur Wikidata.

### Zoom sur l'impact du covid de 2019-2020
Le graphique qui aurait dû être présenté ici ne peut pas être affiché car il utilise l'ancienne extension Graph, désactivée pour des questions de sécurité. Des indications pour créer un nouveau graphique avec la nouvelle extension Chart sont disponibles ici.

Voir la requête brute et les sources sur Wikidata.

## Compagnies et destinations
| Compagnies         | Destinations |
| ------------------ | --- |
| Air Canada         | Montréal (P.-E.-Trudeau), Toronto (Pearson), Vancouver En saison : Cancún |
| Air Canada Express | Calgary, Ottawa (Macdonald-Cartier) En saison : Vancouver |
| Bearskin Airlines  | Red Lake, Sioux Lookout |
| Calm Air           | Churchill, Flin Flon, Gilliam, Rankin Inlet, Sanikiluaq, The Pas, Thompson |
| Canadian North     | Rankin Inlet |
| Delta Air Lines    | Minneapolis-Saint-Paul |
| Delta Connection   | Minneapolis-Saint-Paul |
| Flair Airlines     | Toronto (Pearson), Vancouver En saison : Calgary, Edmonton |
| Perimeter Aviation | Cross Lake (en), Deer Lake (ON), Island Lake, Gods Lake Narrows, Gods River, Lac Brochet, North Spirit Lake, Norway House, Oxford House, Pikangikum, Red Sucker Lake, Saint Theresa Point (en), Sandy Lake, Shamattawa, Sioux Lookout, Thompson, York Landing |
| United Express     | Chicago-O'Hare, Denver |
| WestJet            | Atlanta H.-Jackson, Calgary, Edmonton, Ottawa (Macdonald-Cartier), Toronto (Pearson), Vancouver En saison : Cancún, Cayo Coco (J. del Rey) (débute le 18 décembre 2025), Fort Lauderdale-Hollywood, Halifax (Stanfield), Huatulco, Kelowna, Las Vegas-Harry-Reid, Liberia-D.-Oduber (débute le 19 décembre 2025), Los Cabos, Mazatlán (débute le 5 décembre 2025), Montego Bay-Donald Sangster, Montréal (P.-E.-Trudeau), Nashville, Orlando, Palm Springs, Phoenix-Sky Harbor, Puerto Vallarta, Punta Cana (débute le 5 novembre 2025), Saint-Jean (Terre-Neuve), Varadero-J.-G.-Gómez (débute le 14 novembre 2025), Victoria (International) |
| WestJet Encore     | Régina, Saskatoon, Thunder Bay |

Édité le 06/04/2025